# 749
749(칠백사십구)는 748보다 크고 750보다 작은 자연수다.

## 수학
- 합성수로, 그 약수는 1, 7, 107, 749다. 진약수의 합은 115이므로, 749는 부족수다.
- {\displaystyle 749=241+251+257}
  - 연속하는 세 소수(素數)의 합으로 나타낼 수 있으며, 이 성질을 지닌 앞의 수는 731, 다음 수는 771이다.

## 과학·기술
- NGC 749: 화로자리 방향에 있는 렌즈형은하.
- 749 말조비아(영어판): 소행성.
- 두카티 749(영어판): 두카티의 모터사이클.

## 교통

### 철도
- 서울 지하철 7호선 천왕역의 역번호.

### 도로
- 749번 지방도: 전북특별자치도 정읍시 산외면에서 완주군 동상면까지 이어지는 대한민국의 지방도.
- 현도 제749호선

## 군사
- 749 해군 항공대(영어판): 과거 존재한 영국의 해군 항공대.
- U-749(영어판): 제2차 세계 대전에 사용된 나치 독일의 군용 잠수함.

## 문화유산
- 대한민국의 보물 제749호: 고양 태고사 원증국사탑

## 기타
- 연도: 749년, 기원전 749년